# Patrick Ekeng
Patrick Claude Ekeng Ekeng, né le 26 mars 1990 à Yaoundé et mort le 6 mai 2016 à Bucarest, est un footballeur international camerounais évoluant au poste de milieu de terrain. Il est sélectionné à deux reprises avec sa sélection nationale lors de la Coupe d'Afrique des nations 2015. 
Après plusieurs années au Canon Yaoundé, il rejoint l'Europe et le club du Mans en France. Il passe ensuite deux saisons en Suisse puis en Espagne avant de rejoindre le Dinamo Bucarest. Lors d'un match de championnat avec le club, il s'écroule sur le terrain et meurt peu de temps après, à la suite d'une crise cardiaque.

## Biographie

### Débuts à Yaoundé
Très jeune, Patrick Ekeng commence à jouer au football dans un petit stade de sa ville natale. Doué techniquement, il épate régulièrement ses coéquipiers et adversaires. C'est à cette époque que celui qu'on appelle également "Patou" est surnommé "ballon d'or". Ses qualités techniques et notamment de dribbles laissent alors à penser qu'il deviendra un grand joueur.  
Il rejoint durant son enfance les équipes de jeune du Canon Yaoundé en 2003. Régulièrement encouragé par ses proches et ses amis, Ekeng parvient finalement à intégrer l'effectif professionnel du club, alors qu'il est encore élève au lycée de Nkoldongo. Très solide physiquement, et ce malgré son âge, il fait ses débuts avec le club et signe son premier contrat professionnel à l'âge de 16 ans, en 2008.   
En 2009, quelques mois après la signature de son contrat, Patrick Ekeng est sélectionné dans l'équipe des -20 ans du Cameroun pour participer à la Coupe d’Afrique des nations junior au Rwanda. Le Cameroun est battu en finale par le Ghana sur le score de 2-0, mais obtient une place pour la coupe du monde des -20 ans. Les Lions ne parviennent pas à se qualifier pour les phases finales de la compétition.

### 2009-2013: années au Mans FC
Il signe le 4 juillet 2009 un contrat de trois ans avec le Mans FC et joue d'abord avec la réserve du club. Il joue son premier match professionnel le 20 août 2010, en rentrant en jeu lors d'une défaite 2-0 face à Châteauroux, en Ligue 2. Le 14 janvier 2011, Ekeng rejoint en prêt le Rodez AF, jusqu'en juin. Il participe à quelques rencontres avec le club, qui est finalement relégué. En juin, il retourne au Mans et joue régulièrement pour son club pendant deux saisons. Le club français est relégué lors de la saison 2012-2013, ce qui pousse Ekeng à quitter le club le 8 juillet 2013, avant de signer au FC Lausanne-Sport.  

### Passage à Lausanne et Cordoba (2013-2015) et premières sélections
Ekeng signe un contrat de deux ans au Football Club Lausanne-Sport, mais ne participe qu'à une seule saison en Super League. Il joue 28 matchs de championnat et marque deux buts pour le club suisse et marque à une reprise en coupe nationale. Le 14 juillet 2014, Ekeng signe un contrat de deux ans avec le promu Cordoba. Il joue son premier match en Liga BBVA le 30 août 2014, en remplaçant Aritz López Garai à la 74e minute, lors d'un match nul 1-1 face au Celta Vigo. Il écope, une minute après son entrée en jeu d'un carton jaune. Le 3 octobre, il marque son premier but en championnat et permet à son équipe d'obtenir le match nul face à Getafe. Avec l'accord du club, qui est relégué en fin de saison 2014-2015, il résilie son contrat le 31 août 2015.   
Le 7 janvier 2015, Ekeng fait ses débuts avec l'équipe senior du Cameroun lors d'un match amicale face à la RD Congo dans le stade Stade Ahmadou-Ahidjo de sa ville natale, Yaoundé. Deux jours plus tard, il fait partie de la liste des 23 joueurs sélectionnés pour la Coupe d'Afrique des nations 2015, mais ne participe à aucun match dans la compétition, tandis que son équipe est éliminée dès la phase de poules.

### 2016: Dinamo Bucarest
Le 11 janvier 2016, il rejoint ensuite le Dinamo Bucarest. Il joue douze matchs en Roumanie et marque un but en demi-finale de Coupe de Roumanie le 20 avril. Ce but, marqué à l'extérieur face aux rivaux du FC Steaua Bucarest, permet au Dinamo de faire match nul et de se qualifier pour la finale de la coupe.

### Mort et hommages

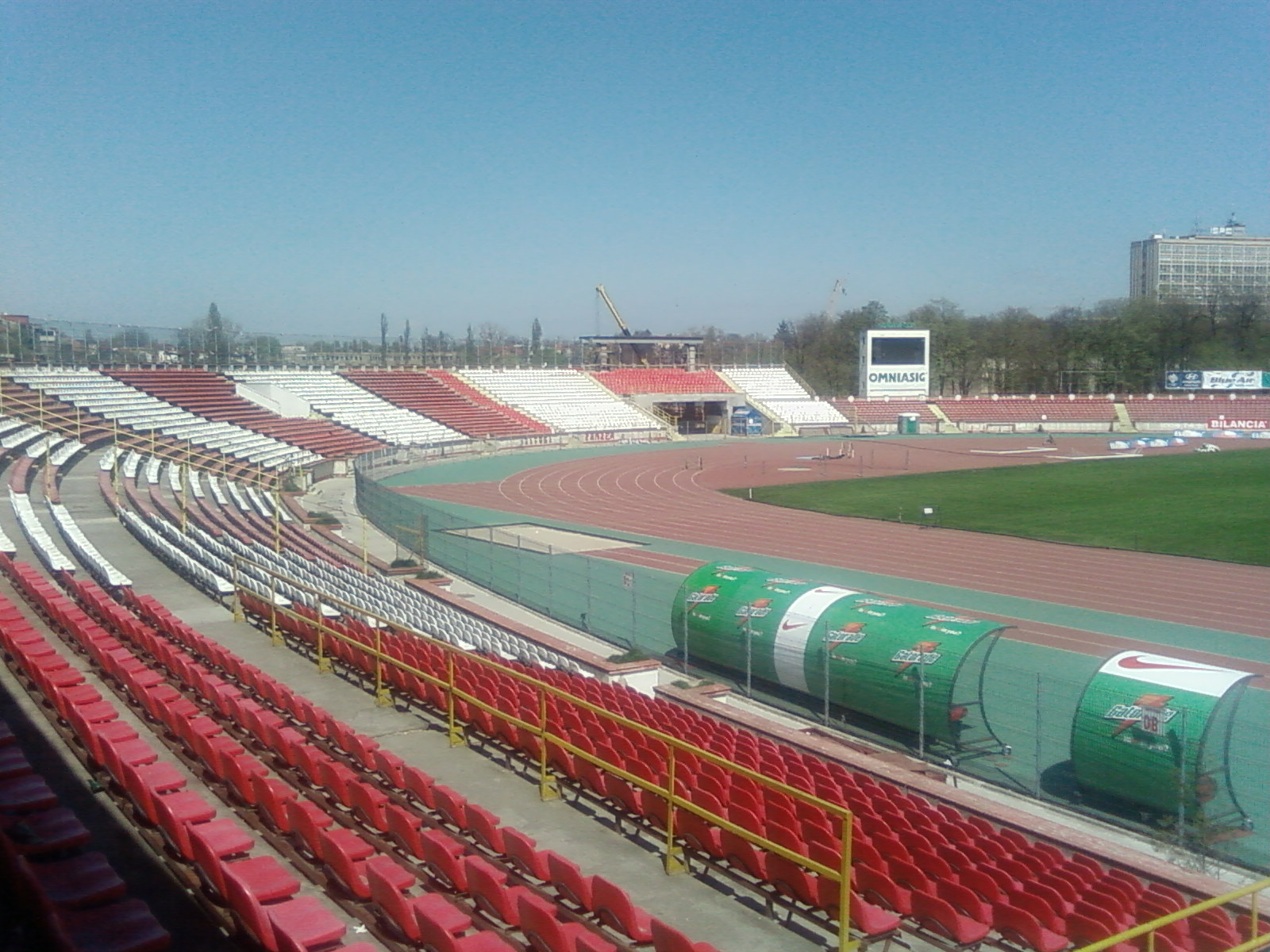
Le Stade Dinamo où Patrick Ekeng s'effondre le 6 mai 2016.

Le 6 mai 2016, Patrick Ekeng rentre en jeu à la 70e minute d'un match de championnat de Roumanie entre le Dinamo Bucarest et Viitorul Constanta. Peu avant le match, il explique à son meilleur ami qu'il ne souhaite pas jouer le prochain match. Sept minutes après son entrée, alors que son équipe mène par 3 buts à 2, Patrick Ekeng s'effondre dans le rond central du terrain comme son compatriote Marc-Vivien Foé lors de la Coupe des Confédérations 2003 au stade Gerland de Lyon, à la suite d'une crise cardiaque. Il est transféré à l'hôpital où l'on tente de le réanimer, mais sa mort est confirmée deux heures plus tard par le staff médical du club, alors que le joueur n'a que 26 ans. Le 14 mai, au palais polyvalent des Sports de Yaoundé, a lieu une cérémonie en mémoire de Patrick Ekeng. Le clergé, la famille du défunt et quelque 2 500 personnes présentes ainsi que Pierre Ismaël Bidoung Kpwatt - le ministre des Sports, en retard - offrent un hommage officiel au joueur. 
Après la mort de Patrick Ekeng, tous les matchs du week-end, en Roumanie, sont reportés ainsi que la finale de coupe entre le Dinamo et le CFR Cluj. Le club annonce que s'il remporte la coupe, le trophée sera emmené au Cameroun et placé sur la tombe d'Ekeng. Avant ce match, 50 000 supporters du club lui rendent hommage en réalisant un portrait géant à l'image d'Ekeng.  
Une minute de silence est observée en sa mémoire à Nantes lors du match amical France-Cameroun, le 30 mai 2016.  

#### Enquête
Une enquête menée par le ministère de l'intérieur roumain révèle que l'ambulance qui le transporte à l'hôpital contient des médicaments expirés et ne dispose d'aucun dispositif de réanimation. L'entreprise privée d'ambulance, Puls, voit sa licence suspendue pendant 30 jours et doit payer une amende de 23 800 leu roumains. Depuis le décès du nigérian Henry Chinonso en 2012, le syndicat des footballeurs de Roumanie a fait pression pour qu'une ambulance parfaitement équipée soit présente à chaque match. 
Les procureurs roumains ouvrent rapidement une seconde affaire concernant la mort d'Ekeng à la suite des négligences qui ont conduit à sa mort.
Selon les résultats de son autopsie effectuée à l’Institut médico-légal de Bucarest, le joueur souffrait de cardiomégalie, conséquence d’une hypertrophie ventriculaire gauche, et présentait des "problèmes cardiaques sérieux".
Le jeudi 30 juin, le parquet de Bucarest engage des poursuites à l'encontre de l'une des médecins présents lors du transport d'Ekeng à l'hôpital. Elena Duta, la médecin concernée par ces poursuites est accusée de n'avoir tenté aucune réanimation.

## Statistiques
| Saison                | Club                  | Championnat           | Championnat | Championnat | Coupe nationale | Coupe nationale | Coupe de la Ligue | Coupe de la Ligue | Total | Total |
| Saison                | Club                  | Division              | M.          | B.          | M.              | B.              | M.                | B.                | M.    | B.    |
| 2008-2009             | Canon Yaoundé         | MTN Elite 1           | 29          | 7           | -               | -               | -                 | -                 | 29    | 7     |
| Sous-total            | Sous-total            | Sous-total            | 29          | 7           | -               | -               | -                 | -                 | 29    | 7     |
| 2009-2010             | Le Mans UC 72         | Ligue 1               | -           | -           | -               | -               | -                 | -                 | 0     | 0     |
| 2010-2011             | Le Mans FC            | Ligue 2               | 1           | 0           | -               | -               | -                 | -                 | 1     | 0     |
| 2010-2011             | Rodez AF (prêt)       | National              | 13          | 0           | -               | -               | -                 | -                 | 13    | 0     |
| 2011-2012             | Le Mans FC            | Ligue 2               | 16          | 1           | 3               | 0               | 3                 | 1                 | 22    | 2     |
| 2012-2013             | Le Mans FC            | Ligue 2               | 18          | 0           | 1               | 0               | 1                 | 0                 | 20    | 0     |
| Sous-total            | Sous-total            | Sous-total            | 48          | 1           | 4               | 0               | 4                 | 1                 | 56    | 2     |
| 2013-2014             | FC Lausanne-Sport     | Super League          | 28          | 2           | 2               | 1               | -                 | -                 | 30    | 3     |
| Sous-total            | Sous-total            | Sous-total            | 28          | 2           | 2               | 1               | -                 | -                 | 30    | 3     |
| 2014-2015             | Cordoue CF            | Liga                  | 14          | 1           | 1               | 0               | -                 | -                 | 15    | 1     |
| Sous-total            | Sous-total            | Sous-total            | 14          | 1           | 1               | 0               | -                 | -                 | 15    | 1     |
| 2015-2016             | Dinamo Bucarest       | Liga I                | 10          | 0           | 2               | 1               | -                 | -                 | 12    | 1     |
| Sous-total            | Sous-total            | Sous-total            | 10          | 0           | 2               | 1               | -                 | -                 | 12    | 1     |
| Total sur la carrière | Total sur la carrière | Total sur la carrière | 129         | 11          | 9               | 2               | 4                 | 1                 | 142   | 14    |

## Palmarès
En 2009, Patrick Ekeng est finaliste de la Coupe d'Afrique des nations junior avec l'équipe du Cameroun des -20 ans.